# Philippe Bär
Philippe Bär, OSB; geboren als Ronald Bär met Philippe als latere kloosternaam (Manado, 29 juli 1928 – Teteringen, 8 maart 2025), was een Nederlandse rooms-katholieke geestelijke. Van 19 oktober 1983 tot 13 maart 1993 was hij bisschop van het bisdom Rotterdam en militair ordinarius (legerbisschop).

## Levensloop
Bär werd geboren in Manado, op Celebes (het huidige Sulawesi) in het toenmalige Nederlands-Indië in een Nederlands-hervormd gezin. Tijdens de Japanse bezetting van Nederlands-Indië in de Tweede Wereldoorlog was hij, gescheiden van zijn ouders, geïnterneerd in een gevangenenkamp voor jongens.
Na de oorlog vertrok hij naar Nederland; hij studeerde (protestantse) theologie aan de Universiteit Utrecht en sloot zich korte tijd aan bij de Oudkatholieke Kerk van Nederland en studeerde aan het oudkatholieke seminarie te Amersfoort. Daar was hij klasgenoot van Antonius Jan Glazemaker, de latere (van 1982 tot 2000) oudkatholieke aartsbisschop van Utrecht.

### Benedictijner monnik
Vervolgens ging hij over naar de Rooms-Katholieke Kerk en trad in 1954 in in het Benedictijner klooster van Chevetogne in België met als kloosternaam Philippe. Zijn professie deed hij op 29 december 1955. Hij werd in Chevetogne tot priester gewijd op 26 juli 1959. Vanaf zijn intrede tot maart 2020 maakte hij als Benedictijner monnik deel uit van de kloostergemeenschap van Chevetogne, ondanks zijn jarenlange werkzaamheden in Nederland. Hij was in het klooster onder meer een aantal jaren als 'econoom' belast met de financiële zorg van de kloostergemeenschap en leidde het Byzantijnse koor van de monniken van Chevetogne.
De jaren daarna werkte hij in Nederland bij de strijdkrachten als luchtmachtaalmoezenier.

### Bisschop
Op 15 februari 1982 werd hij benoemd tot hulpbisschop van bisschop Simonis in het bisdom Rotterdam; tot bisschop gewijd op 20 maart 1982 en daarbij tevens benoemd tot titulair bisschop van Leges. Als wapenspreuk koos hij Christo et Ecclesiæ - Voor Christus en de Kerk. Op 22 november van datzelfde jaar werd hij benoemd tot legerbisschop (hoofd van alle legeraalmoezeniers en de katholieke gemeenschap binnen de Nederlandse krijgsmacht). Toen mgr. Simonis het jaar daarop werd benoemd tot aartsbisschop van Utrecht volgde Philippe Bär hem op 19 oktober 1983 op als bisschop van Rotterdam.

### Aftreden en emeritaat
Geheel onverwacht en om nooit openbaar gemaakte redenen keerde hij begin maart 1993 terug naar zijn klooster in Chevetogne. Hij trad op 13 maart 1993 af als bisschop van Rotterdam en als legerbisschop en werd in het bisdom Rotterdam opgevolgd door monseigneur Ad van Luyn. Vanaf 1993 tot zijn verhuizing in 2020 reisde Bär vanuit het klooster van Chevetogne frequent naar Nederland voor het leiden van eucharistievieringen, huwelijkssluitingen en begrafenisdiensten in diverse parochies. Vanwege zijn broze gezondheid verhuisde Bär begin 2020 naar een verzorgingshuis voor kloosterlingen in Teteringen bij Breda.

### Rol bij misbruik in de kerk
In december 2011 verscheen het onderzoeksrapport van de commissie Deetman over Seksueel misbruik van minderjarigen binnen de Rooms-katholieke kerk. Dit rapport beschrijft in bevinding 13a (pagina 274) dat in het bisdom Rotterdam in de jaren tachtig van de twintigste eeuw, dus onder het bewind van Bär, tegen de adviezen van de toenmalige selectiecommissie in, mannen werden toegelaten tot de priesterwijding die daar niet geschikt voor werden geacht en van wie een aantal zich aan misbruik van minderjarigen had schuldig gemaakt. Terwijl naar buiten werd volgehouden dat strenge maatregelen werden getroffen, volgde in werkelijkheid op hun misdrijven en misdragingen geen enkele vorm van correctie of voorzorgsmaatregel om herhaling te voorkomen. Bär reageerde tamelijk luchtig op de (voorwaardelijke) strafrechtelijke veroordeling van een van deze priesters. Onder Bär zijn afdoende maatregelen uitgebleven. Priesters die in Rotterdam niet meer konden worden gehandhaafd werden in andere bisdommen tewerkgesteld, waarbij de risico's van dit doorschuiven schromelijk werden onderschat, wat ten koste kon gaan van de fysieke en mentale integriteit van minderjarigen die met zulke priesters in aanraking kwamen. De commissie Deetman betwijfelde of Bär destijds wel in staat was om zijn bestuurlijke verantwoordelijkheden waar te maken.

### Overlijden
Bär overleed op 8 maart 2025 in Teteringen.

## Wetenswaardigheden
- In Utrecht werd Bär in 1948 lid van Secor Dabar, een gezelschap van (hervormde) studenten theologie.[3]
- Op 22 september 2001 sloot hij in het Franse Auch het kerkelijk huwelijk van prinses Margarita de Bourbon de Parme, dochter van prinses Irene, met Edwin de Roy van Zuydewijn.
- Op 14 juli 2004 was hij aanwezig bij de uitvaart van André Laurier in de Onze-Lieve-Vrouw Hemelvaartkerk in Loosduinen. Laurier was enkele dagen ervoor om het leven gebracht. In 1989 had Bär hem tot priester gewijd in Loosduinen.
- Op 30 maart 2006 ging hij in de Dom van Utrecht voor bij de herdenkingsdienst voor Ria Beckers (1938-2006), voormalig GroenLinks-fractievoorzitter en eerder Tweede Kamer-lid van Politieke Partij Radikalen, die op 22 maart 2006 in Wadenoijen was gestorven.
- Op 7 juli 2008 was hij aanwezig in de Amsterdamse Dominicuskerk bij de uitvaart van pater Jan van Kilsdonk S.J., (1917-2008), de Nederlandse jezuïet, theoloog en studenten-pastor, die op 1 juli 2008 in Amsterdam was gestorven.
- Op zaterdag 29 november 2008 ging hij in de kerk De Goede Herder te Wassenaar voor in de dankdienst voor de overleden politicus Norbert Schmelzer.
- Op 4 januari 2009 ging de bisschop in de Obrechtkerk te Amsterdam voor in een plechtige mis ter gelegenheid van het afscheid van Kees de Wijs, die 37 jaar lang organist en dirigent van deze kerk was.
- Op 19 september 2009 vierde de bisschop zijn 50-jarig priesterjubileum samen met de tweede en de vierde bisschop van Rotterdam, Adrianus kardinaal Simonis en bisschop Adrianus van Luyn in de kathedrale kerk van Rotterdam.
- Mgr. Bär concelebreerde in de requiemmis die in augustus 2010 voor prins Carlos Hugo van Bourbon-Parma werd gehouden in de Santa Maria della Steccata in Parma.
- Op 20 november 2010 zegende Bär in Brussel het huwelijk in van Carlos de Bourbon jr., oudste zoon van Carlos Hugo en prinses Irene, met Annemarie Gualthérie van Weezel.